# 강규석
강규석(姜奎錫, 1938년~)은 대한민국의 물리학자이자 대학 교수이다.
진주고등학교를 졸업하고 서울대학교 물리교육과에서 학사 과정을 이수했다. 강릉대학 물리학과 교수를 거쳐 1989년 2월 학장으로 선출되었고, 학장 재임시절 공로가 인정되어 종합대학인 강릉대학교로 승격된 이후 1995년 4월에 총장직을 수행하여 연임했다. 강릉대학교 총장시절 강원권 대학 최초로 강의평가제를 도입했다. 1999년 4월 총장직 임기를 끝낸 이후, 당해 10월, 영동전문대학 학장으로 취임했다.

## 학력
- 진주고등학교(졸업)
- 서울대학교 사범대학 물리교육과(학사)

## 경력
- 강릉대학 물리학과 교수
- 1989년 강릉대학 학장
- 1995년~1999년 강릉대학교 총장
- 1999년~2002년 영동전문대학 학장

## 같이 보기
- 국립강릉원주대학교
- 강릉영동대학교